# Hylophila nipponica
Hylophila nipponica là một loài thực vật có hoa trong họ Lan. Loài này được (Fukuy.) T.P.Lin mô tả khoa học đầu tiên năm 1977.